# Treguaco
Treguaco é uma comuna da província de Ñuble, localizada na Região de Biobío, Chile. Possui uma área de 313,1 km² e uma população de 5.296 habitantes (2002).